# Мацеево (Куявско-Поморское воеводство)
Мацеево — заброшенная деревня в гмине Велька-Нешавка Торуньского повета Куявско-Поморского воеводства в центральной части севера Польши. В 1930 году в деревне проживало только 19 человек.